# 班韋烏盧湖
班韋烏盧湖（Lake Bangweulu）跟班韋烏盧沼地和班韋烏盧平原組成其中一個全球最大的濕地系統，位於贊比亞盧阿普拉省的剛果河上游流域，總面積與美国康涅狄格州相若，海拔1,140米，是重要的生態系統。班韋烏盧湖的面積約3,000平方公里，在5月雨季結束時因沼地和平原被淹沒而面積增加至15,000平方公里，平均深度只有4米左右。